# 14145 Sciam
14145 Sciam — астероїд головного поясу, відкритий 17 вересня 1998 року.
Тіссеранів параметр щодо Юпітера — 3,488.
Назва походить від Scientific American - науково-популярний американський журнал.